# Striga aspera
Espèce
Striga aspera est une espèce de plantes dicotylédones  de la famille des Orobanchaceae, originaire des régions tropicales et subtropicales d'Afrique.
C'est une plante parasite qui se rencontre sur les graminées sauvages dans les prairies et savanes, mais est aussi, comme d'autres espèces du genre Striga, un ravageur commun sur les graminées cultivées (graminées fourragères et céréales). Elle cause des dégâts importants aux cultures de riz et de maïs dans plusieurs pays d'Afrique de l'Ouest.

Cette espèce est très proche de Striga hermonthica avec laquelle elle peut s'hybrider spontanément dans la nature.

## Description
Striga asiatica est une plante herbacée annuelle, aux fleurs rose brillant, avec une tige élancée qui peut atteindre 50 cm de haut, tige non ramifiée ou ramifiée à partir du milieu.

## Plantes hôtes
Les plantes hôtes de Striga aspera sont des graminées (Poaceae'), en particulier Oryza sativa (riz), Sorghum bicolor (sorgho), Urochloa ramosa (panic rameux), Zea mays (maïs).

## Taxinomie

### Synonymes
Selon Plants of the World online (POWO) (25 juillet 2021) :
- Buchnera aspera (Willd.)  Schumach.
- Euphrasia aspera Willd. ex Spreng.

### Liste des variétés
Selon Tropicos (25 juillet 2021) :
- Striga aspera var. schweinfurthii Skan

## Distribution et habitat
L’aire de répartition de Striga aspera comprend la plupart des régions tropicales et subtropicale d'Afrique.
Elle s'étend notamment dans les pays suivants : Bénin, Burkina Faso, Cameroun, Congo, Congo-Kinshasa, Côte d'Ivoire, Éthiopie, Gambie, Ghana, Guinée, Malawi, Mali, Mauritanie, Niger, Nigeria, Sénégal, Soudan, Tanzanie, Tchad, Togo. Cette distribution correspond sensiblement à celle de Striga hermonthica presque partout en Afrique de l'Ouest et au Cameroun, mais l'espèce est beaucoup moins commune que cette dernière en Afrique de l'Est.
Comme Striga hermonthica, Striga aspera est une espèce associée à des sols peu fertiles, en particulier ceux pauvres en azote. La plante se rencontre non seulement sur des sols légers et sableux, mais aussi sur des argiles lourdes et même sur des vertisols. Elle est favorisée par une faible humidité du sol mais, contrairement à Striga hermonthica, elle peut tolérer des niveaux d'humidité plus élevés, d'où sa présence dans les cultures de riz irrigué.